# Офросимовы
Офро́симовы (Афросимовы) — древний русский дворянский род.
При подаче документов для внесения рода в Бархатную книгу, были предоставлены две родословные росписи Офросимовых: Давыдом (1686) и Тимофеем (06 июля 1687) Офросимовыми, с приложением ввозной грамоты Ивану Кунаеву (Григорьеву) Офросимову на жеребьи в селах Пющадь и Супань Одоевского уезда (1613).
Род внесён в VI часть дворянской родословной книги Московской и Тульской губерний Российской империи.
Известны ещё пять дворянских родов Офросимовых, восходящих ко 2-й половине XVII века
В Гербовник внесены две фамилии Офросимовых:
1. Потомство "мужа честна" Андрея Андреевича сына, выехавшего к великому князю Василию Васильевичу (Герб. Часть V. № 39).
2. Офросимовы, предки которых жалованы поместьями (1628) (Герб. Часть XII. № 69)[4].

Род этот, согласно ЭСБЕ, «несомненно существовал в XVI веке». Подлинное происхождение его не установлено.

## Происхождение и история рода
По сказаниям старинных родословцев, Офросимовы происходят от «мужа честна» Андрея Андреевича Офросимова, выехавшего из Молдавии к великому князю Василию Тёмному и пожалованного вотчинами. Потомки его — Юрий и Иван Афанасьевичи, за службу и за московское осадное сидение пожалованы поместьями (1618).
Юрий Афанасьевич Офросимов был воеводой в Кромах (1641), Михаил Михайлович — воеводой в Епифани (1651 и 1659), его брат Иван Меньшой устроил в городе Москве житный двор (1677) и много мельниц в дворцовых селах. Тимофей Ильич Офросимов воевода в Шацке (1688), Афанасий Леонтьевич — главный судья Судного приказа при Екатерине II.

## Описание гербов

#### Герб. Часть XII. № 69
Герб Офросимовых, предки которых (1628) и последующих годах жалованы поместьями и денежными окладами: в серебряном щите чёрный горизонтальный пояс, обремененный тремя золотыми византийскими монетами в ряд, и сопровождаемый вверху двумя, внизу одним зелёными трилистниками. Щит увенчан дворянским коронованным шлемом. Нашлемник - два серебряных страусовых пера, на которые наложен зелёный трилистник на зелёном же стебле. Намёт: справа чёрный с серебром, слева зелёный с серебром.

#### Герб. Часть XVIII. № 90
Герб Афросимовых: в лазуревом щите серебряная с чёрными швами зубчатая стена с стоящим на ней натурального цвета крылатым драконом, извергающий из пасти пламя. Щит увенчан дворянским коронованным шлемом. Нашлемник - два чёрных орлиных крыла. Намёт: голубой с серебром.

## Известные представители
- Офросимовы: Юрий Подоленинов и Михаил Волынцов - тульские городовые дворяне (1627-1629).
- Офросимовы: Михаил и Иван Большой Михайловичи - московские дворяне (1658-1677).
- Офросимовы: Федосей Тимофеевич и Михаил Андреевич - стряпчие (1692).
- Офросимовы: Семён Никитич, Харлам Семёнович, Матвей Васильевич, Андрей Ильин - московские дворяне (1668-1692).
- Офросимовы: Семён, Давыд и Василий Михайловичи - стольники (1689-1692)[7].
- Офросимов, Афанасий Леонтьевич (?—1780) — смоленский прокурор, действительный статский советник
- Офросимов, Павел Афанасьевич (1752—1817) — генерал-майор, владелец усадьбы Пущино-на-Оке (ныне город Пущино); его жена — Офросимова, Настасья Дмитриевна (1753—1826) — знаменитая московская барыня.
- Офросимов, Михаил Александрович (1797—1868) — русский генерал, участник Крымской войны Московский градоначальник (Московский военный генерал-губернатор).
- Офросимов, Александр Фёдорович (1819—1900) — потомственный дворянин Орловской губернии. Отец Александра Александровича Офросимова. Полковник лейб-гвардии гусарского полка. Владел несколькими имениями в Орловской губернии. Был знаком с А.А. Фетом, который посвятил Офросимовым несколько стихотворений[8][9].
- Офросимов, Илья Фёдорович (1827—1892) — русский генерал, начальник 10-й кавалерийской дивизии.
- Офросимов, Александр Александрович (1852—1935) — российский государственный деятель, Калужский губернатор (1897—1909), сенатор (1909—1917).
- Офросимов, Яков Никандрович (1862—1946) — русский общественный и государственный деятель, член Государственного Совета по выборам.
- Офросимов, Яков Михайлович (1866—1924) — генерал-лейтенант.
- Офросимов, Павел Александрович (1872—1946) — русский генерал, герой Первой мировой войны.
- Офросимов, Пётр Николаевич (1892—1942) — советский военачальник, генерал-майор артиллерии.